# Łyżwiarstwo figurowe na Letnich Igrzyskach Olimpijskich 1920
Łyżwiarstwo figurowe na Letnich Igrzyskach Olimpijskich 1920 – jedna z dyscyplin rozgrywanych podczas igrzysk w dniach 25–27 kwietnia 1920 w Antwerpii, w Belgii. Zawody odbyły się w trzech konkurencjach: solistów, solistek, par sportowych.

## Medaliści
| Konkurencja   | Złoto                                 | Srebro                    | Brąz                             |
| Soliści       | Gillis Grafström                      | Andreas Krogh             | Martin Stixrud                   |
| Solistki      | Magda Mauroy-Julin                    | Svea Norén                | Theresa Weld                     |
| Pary sportowe | Ludowika Jakobsson / Walter Jakobsson | Alexia Bryn / Yngvar Bryn | Phyllis Johnson / Basil Williams |

## Klasyfikacja medalowa
| Miejsce | Państwo           | złoto | srebro | brąz | Łącznie |
| ------- | ----------------- | ----- | ------ | ---- | ------- |
| 1       | Szwecja           | 2     | 1      | 0    | 3       |
| 2       | Finlandia         | 1     | 0      | 0    | 1       |
| 3       | Norwegia          | 0     | 2      | 1    | 3       |
| 4       | Wielka Brytania   | 0     | 0      | 1    | 1       |
| 4       | Stany Zjednoczone | 0     | 0      | 1    | 1       |